# Martin Heger
Martin Heger (* 26. September 1968 in Stuttgart) ist ein deutscher Jurist und Hochschullehrer an der Humboldt-Universität zu Berlin.

## Leben
1988 absolvierte Heger sein Abitur in Mainz und leistete in der Folge seinen Zivildienst ab. 1990 nahm er das Studium der Rechtswissenschaften an der Universität Tübingen auf. Während seines Studiums war Heger 1993–1994 Vorsitzender des Allgemeinen Studierendenausschusses. Das Studium beendete er 1994 mit dem Erwerb des Ersten Juristischen Staatsexamens in Tübingen. Nach seinem zweijährigen Referendariat erwarb er 1996 sein Zweites Examen. Während seines Referendariats arbeitete er am Tübinger Lehrstuhl von Wernhard Möschel als wissenschaftlicher Mitarbeiter, 1997 wechselte er innerhalb der Fakultät zu Kristian Kühl, wo er bis 2005 tätig war. 2002 promovierte er unter Kühl zu Dr. jur. Diese Arbeit wurde 2003 mit dem Promotionspreis der Universität Tübingen ausgezeichnet. Drei Jahre später habilitierte er sich in Tübingen und erwarb damit die venia legendi für die Fächer Strafrecht, Strafprozessrecht, europäisches und internationales Strafrecht sowie neuere Rechtsgeschichte.
Im Sommersemester 2005 vertrat Heger einen Lehrstuhl an der Universität Regensburg. Seit November 2005 hat er den Lehrstuhl für Strafrecht, Strafprozessrecht, europäisches Strafrecht und neuere Rechtsgeschichte an der Humboldt-Universität zu Berlin inne. Unterbrochen wurde seine Lehrtätigkeit in Berlin nur durch einen Aufenthalt als Gastdozent an der Universität des Westkaps in Kapstadt. Von 2008 bis 2010 war er Direktor des Berliner James-Goldschmidt-Instituts für Kriminalwissenschaften und Juristische Zeitgeschichte, von 2008 bis 2021 war er zudem Direktor des Franz-von-Liszt-Instituts für Internationales Strafrecht.
Zu Hegers Doktoranden zählt Anri Ochanaschwili, der Leiter des Rechtsausschusses des Georgischen Parlaments. Im April 2024 haben über 60 georgische Wissenschaftler und Vertreter der Zivilgesellschaft Martin Heger zu einer öffentlichen Stellungnahme gegen „die repressive Politik und die antieuropäische Rhetorik“ seines ehemaligen Doktoranden aufgefordert. Heger hatte im Januar 2024 die Ehrendoktorwürde an der Staatsuniversität in Tbilissi angenommen. Hegers andauernde Kooperation mit georgischen Juristen, die weithin als Teil einer autoritären Repression gesehen werden, wurde im Mai 2025 in einem weiteren offenen Brief von zahlreichen Wissenschaftlern, Schriftstellern und anderen Figuren des öffentlichen Lebens in Georgien kritisiert.
Martin Heger ist verheiratet und Vater dreier Kinder.

## Werke (Auswahl)
- Der Nießbrauch in usus modernus und Naturrecht. Duncker & Humblot, Berlin 2004, ISBN 978-3-428-11036-0. (Dissertation)
- Die Europäisierung des deutschen Umweltstrafrechts. Mohr Siebeck, Tübingen 2009, ISBN 978-3-16-149845-9. (Habilitationsschrift)
- Strafprozessrecht. Kohlhammer, Stuttgart 2013, ISBN 978-3-17-020462-1.
- Michael Kloepfer und Martin Heger: Umweltstrafrecht. 3. Auflage. C.H. Beck, München 2014, ISBN 978-3-406-62985-3.